# ريبيكا جو موراليس
ريبيكا جو موراليس (بالإنجليزية: Rebecca Jo Morales)‏ هي رسامة أمريكية، ولدت في 1962.